# Songtsen Gampo
Songtsen Gampo (in tibetano: , Wylie: Srong-btsan sGam-po, in cinese: 松贊干布; Gyama, 595-605 circa – 649-650 circa) fu il 33º sovrano della dinastia Yarlung ed il 1º imperatore del Tibet.
È considerato il primo sovrano storico ed il vero fondatore della patria tibetana.
La documentazione relativa a Songtsen Gampo è talvolta approssimativa o contraddittoria, soprattutto per quanto concerne la differenza tra le fonti cinesi e quelle tibetane, ma resta comunque la prima tra quelle riguardante gli antichi re del Tibet che abbia molti fondamenti storici di rilievo.
Apparteneva alla dinastia reale degli Yar Lun o Yarlung il cui regno era stanziato nell'omonima valle, che si trova nel sud dell'altopiano e che prende il nome dal fiume che vi scorre, lo Yarlung, che è l'appellativo del corso tibetano dell'alto Brahmaputra.
Era discendente diretto del leggendario re Nyatri Tsenpo e figlio del re Namri Songtsen, di cui fu il successore. Gli annali cinesi dell'epoca lo citano col nome Qizonglongzan.

## Biografia

### Dalla nascita all'ascesa al trono
Secondo alcune fonti nacque a Gyama, l'odierna Gongkar, la capitale del regno fondata dal padre nella valle dello Yarlung a sud di Lhasa. La data esatta della nascita è controversa, i tibetani la collocano tradizionalmente un anno prima della fondazione della dinastia Tang dell'Imperatore Cinese Gao Zu e perciò nel 617, mentre studi approfonditi escludono categoricamente che sia nato dopo il 605 ed alcuni sostengono che la nascita risalga a prima del 595.
Era figlio del precedente re degli Yarlung, Namri Songtsen, che aveva creato un potente esercito e si era impadronito del Tibet centrale, e di Dringma Togo del clan degli Tsepong, che ebbero un ruolo determinante nell'unificazione del Tibet.
Il Libro dei Tang riporta che divenne re nella prima adolescenza, l'età in cui, secondo la tradizione regale degli Yarlung, si sapeva già andare a cavallo, requisito essenziale per divenire sovrano, e salì al trono nel 629 dopo aver sconfitto i congiurati che gli avevano ucciso il padre.
Alcuni documenti scoperti nelle grotte di Dunhuang gli attribuiscono una sorella, Sad-mar-kar, che nel quadro dell'alleanza con il regno di Zhang Zhung fu fatta sposare a quel sovrano, e due fratelli minori, uno dei quali fu accusato di tradimento e messo al rogo nel 641. Un secondo fratello, Tsen srong, entrò in conflitto con la sorella e fu costretto a fuggire nella zona occidentale dell'odierno Arunachal Pradesh, e divenne il progenitore della stirpe dei Khan Mongoli.

### Conquiste culturali

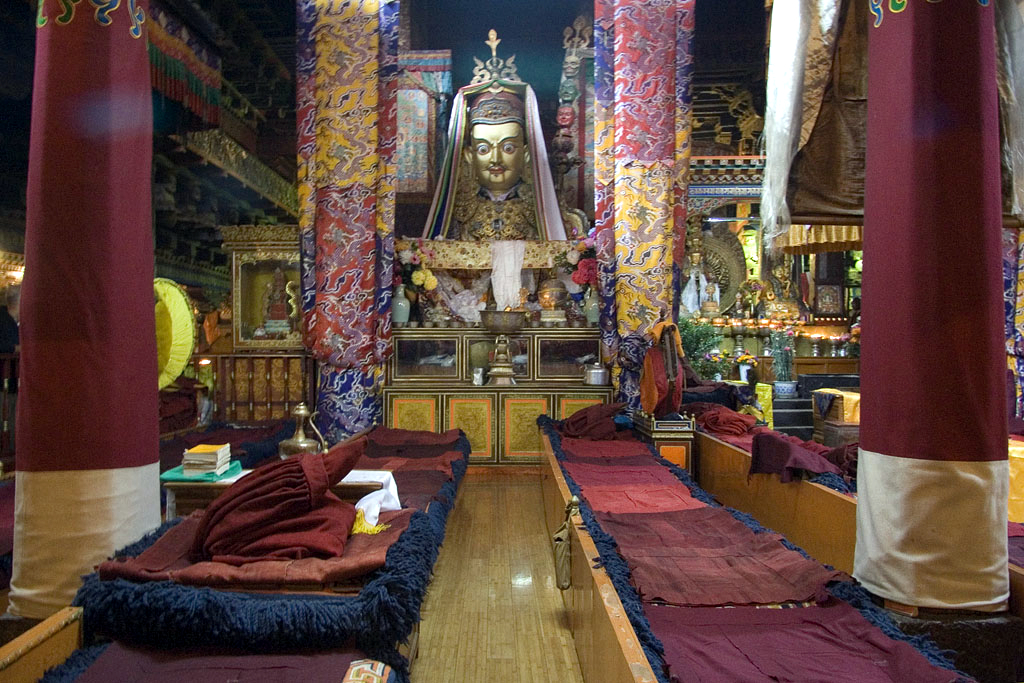
L'interno del Jokhang

Songtsen Gampo inviò il suo ministro Thonmi Sambhota in India per acquisire gli strumenti necessari ad introdurre la scrittura, fino ad allora inesistente, della lingua tibetana. Fu valutata dapprima la scelta del modello da seguire, che ricadde su quello sanscrito in uso tra i Gupta nel nord dell'India, tale scelta segnò il parziale allontanamento del Tibet dalla sfera di influenza culturale cinese, fino ad allora preponderante per ragioni storico-geografiche.
La missione ebbe successo e furono in seguito creati i primi lavori letterari, le prime traduzioni, gli annali di corte e la costituzione.
Il castello di Taktsé in cui era insediato, si trova tuttora nell'attuale contea di Chongye della prefettura di Shannan nel Tibet meridionale, nella zona della odierna Tsetang in prossimità del fiume Yarlung, ma nel 633 trasferì la capitale a Lhasa, a quei tempi una landa desolata, che trasformò nella capitale dell'impero, adornandola con bellissimi templi e palazzi.
Introdusse nel paese grandi innovazioni culturali e tecnologiche. Il Libro dei Tang Jiu Tangshu riporta che l'imperatore cinese Gao Zong, in segno di gratitudine per aver sconfitto un'armata indiana che minacciava la Cina, gli conferì alcuni titoli regali e gli fece preziosi doni, soddisfacendo le richieste del re tibetano di avere uova di baco da seta, torchi per fare il vino, personale specializzato nella manifattura di carta e inchiostro.
Furono importati in Tibet durante il suo regno prodotti artigianali e sistemi astrologici dalla Cina, la legge buddista del Dharma e l'arte della scrittura dall'India, tesori dal Nepal e dalla Mongolia e modelli di leggi e di amministrazione statale dall'Uiguristan.

### I matrimoni e le alleanze

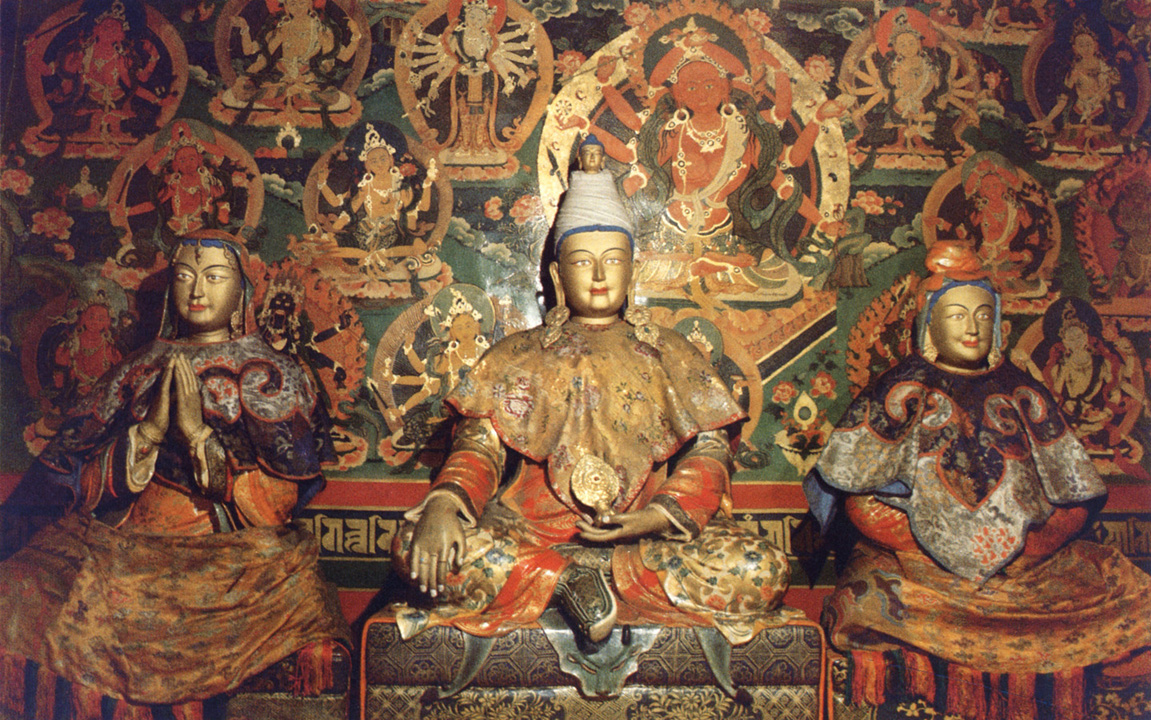
Le statue di Songtsen Gampo e delle mogli più importanti: la nepalese Bhrikuti a sinistra e la cinese Wencheng a destra.

I ritrovamenti nelle grotte di Dunhuang, nell'allora Tibet nord-occidentale (l'attuale provincia cinese del Gansu), hanno portato alla luce la lista della genealogia degli imperatori tibetani, completa dei nomi delle loro mogli e i clan di provenienza: secondo questi scritti Songtsen Gampo ebbe diverse mogli ufficiali.
La prima fu Trimonyen Dongsten, detta anche Mangza Tricham: figlia del re di Mang, un regno nella valle di Tolung che si trova nel nord dell'odierno Sikkim, ella gli diede il primogenito Gungsrong Gungtsen attorno al 625. Per cementare l'alleanza con il regno dello Zhang Zhung, nel Tibet occidentale, prese in moglie una figlia del re, a cui diede in sposa la sorella Sad-mar-kar. Un'altra delle sue mogli fu una nobildonna dei clan Minyak, che regnavano nello Xia occidentale, a nord-est del Tibet.
Songtsen Gampo sposò poi, attorno al 624, la figlia del re nepalese di Licchavi, la principessa Khri b'Tsun, detta la dama reale (Bhrikuti Devi), e nel 641 la Principessa cinese Wencheng, nipote dell'Imperatore della Cina Taizong di Tang.
Queste due famose mogli gli permisero di stringere alleanza con il Nepal e la Cina e di introdurre il buddismo nel paese, motivo per cui sono tuttora venerate e vengono considerate entrambe la reincarnazione di Tārā, la divinità della Compassione che in Tibet viene chiamata Dölma (sGrol-ma); in particolare, Wenchen è chiamata Dol-kar, la Dolma bianca, e Bhrikuti Dol-jang, la Dolma verde, che viene invocata dalle donne per la fecondità
Bhrikuti portò in dote la sacra statua di Avalokiteśvara, che fu dapprima custodita nel tempio Ramoche e poi portata nel Jokhang a Lhasa, e Wencheng portò quella di Jowo Sakyamuni che fu posta nel Jokhang dove tuttora si trova; è forse la più venerata tra le immagini sacre tibetane ed è stata ristrutturata dopo essere stata danneggiata dalle truppe cinesi durante la Rivoluzione Culturale nel 1960.
Si narra che Wencheng fosse disgustata dall'usanza tibetana di dipingere i volti di rosso e convinse Songtsen ad abolire questa consuetudine. Secondo gli annali cinesi riuscì anche a fare abbandonare le vesti tradizionali in uso presso la corte tibetana in favore di quelle più lussuose cinesi e spinse la nobiltà ad inviare i propri figli a studiare nell'erudita capitale dell'impero cinese, che a quei tempi era Xi'an, nell'odierna provincia dello Shaanxi. Tale ipotesi viene però contestata dai tibetani che attribuiscono un'influenza minore dei cinesi sulle usanze di quel tempo.

### Introduzione del Buddismo

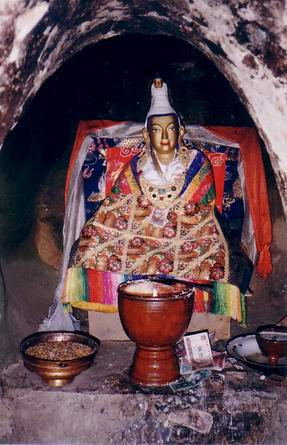
Una statua di Songtsen Gampo nella grotta che usava per meditare a Yerpa

Fu grazie alle mogli Bhrikuti e Wencheng che Songtsen Gampo si convertì al buddismo e lo diffuse nel paese, fece erigere numerosi templi in loro onore e diede inizio nel 647 ai lavori per la costruzione a Lhasa del Jokhang, tuttora il più sacro fra tutti i gompa e principale meta di pellegrinaggio dei buddisti tibetani, che fu eretto per la conservazione delle sacre statue portate in dote dalle mogli cinese e nepalese.
Fu durante il suo regno che, grazie all'introduzione della scrittura, si cominciarono le traduzioni in tibetano dei sacri testi sanscriti. Viene considerato il primo dei re del Dharma (chosgyal) — Songtsen Gampo, Trisong Detsen e Ralpacan — che hanno istituito il buddhismo in Tibet.
Viva testimonianza della sua opera in campo religioso sono le colonne Skar-cung, erette nel regno di Ralpacan (800-815), su cui è inscritto che i santuari dei Tre Gioielli furono instaurati con la costruzione del tempio di Ra-sa (Lhasa), ed il primo editto promulgato da Trisong Detsen menziona una comunità monastica stabilitasi in quel tempio.
Songtsen concesse libertà di scelta ai suoi sudditi in campo religioso, anche perché l'antica religione Bön era profondamente radicata nel paese, in special modo nella sua corte.

### Conquiste territoriali
Songtsen Gampo consolidò l'unità tribale portata a buon punto dal padre, sia stipulando strategiche alleanze che conducendo una serie di vittoriose campagne, ed allargò le frontiere del regno, confrontandosi vittoriosamente con i regni vicini e con l'impero cinese, avviando così il periodo aureo della storia militare del paese, che fu per la prima volta unificato divenendo l'impero dominatore dell'Asia centrale per oltre 200 anni.
L'alleanza con il Nepal avvenne nel 624, quando sposò Bhrikuti, la figlia del re di quel paese, questo matrimonio appartiene più alla tradizione orale tibetana che alla storiografia, ma diversi studiosi moderni ritengono sia realmente accaduto.
Secondo gli annali tibetani in seguito Songtsen strinse alleanza anche con il sovrano di Zhang Zhung, un regno che dominava il Tibet occidentale, e con l'aiuto delle sue truppe nel 627 fu in grado di portare a termine la conquista del regno qiang di Sumpa, situato nel Tibet del nord-est, nella regione chiamata Amdo, che era già stato sconfitto dal padre di Songtsen, a cui aveva ceduto parte dei territori. 

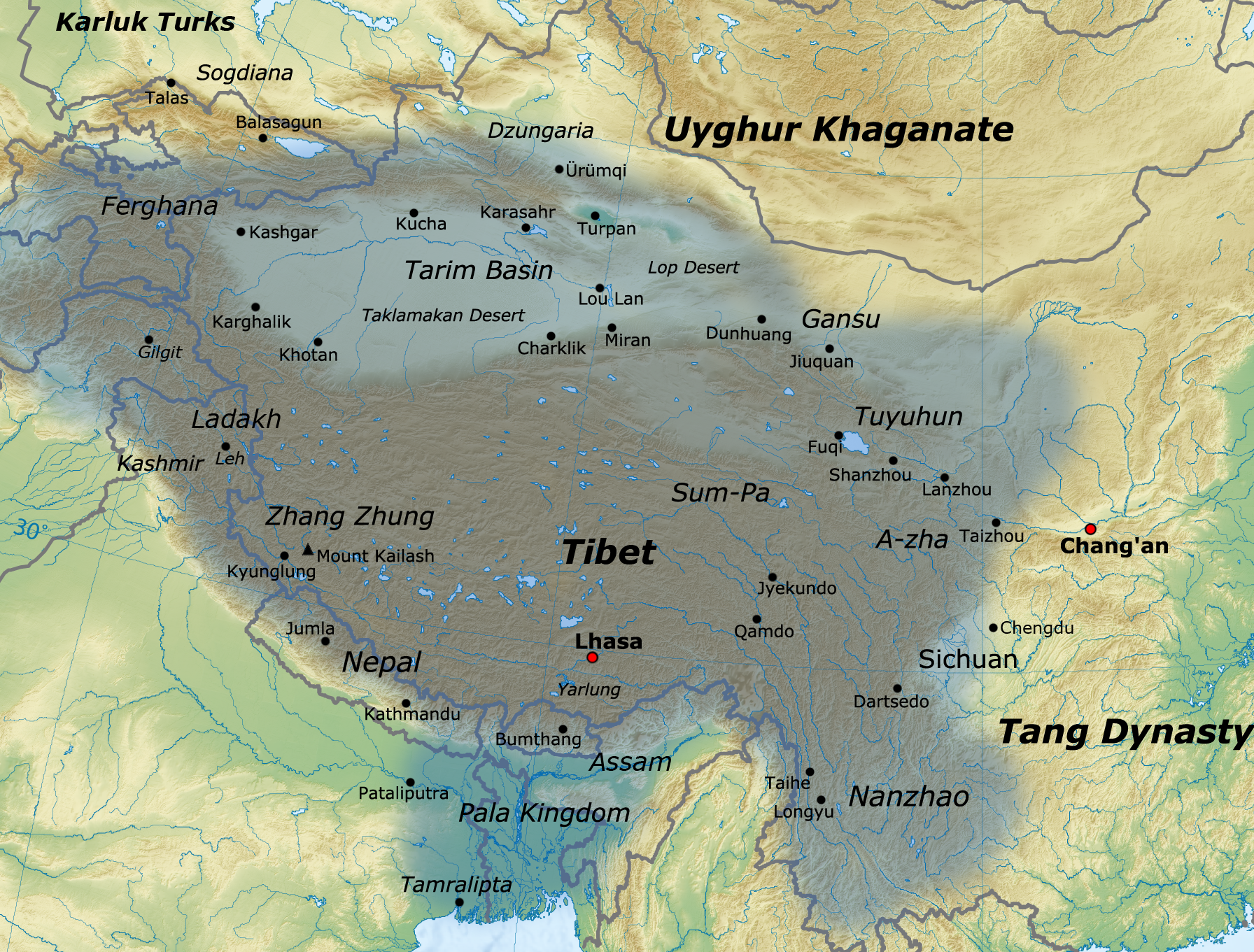
Mappa relativa alla espansione massima del Tibet, verso la fine dell'VIII secolo, che evidenzia molti dei territori conquistati da Songtsen Gampo

Il libro dei Tang Jiu Tangshu fa risalire al 634 l'invasione dell'impero di Tuyuhun, da parte dei tibetani e dei loro alleati Zhang Zhung e alcune tribù qiang, questo impero era molto vasto e da molto tempo si disputava con i cinesi la supremazia del centro Asia. Tale vittoria allarmò la Cina, al cui imperatore Songtsen richiese di concedergli in moglie una figlia per stringere alleanza, ed al rifiuto di questi sarebbero seguite qualche anno dopo vittoriose incursioni tibetane nei territori cinesi. Secondo gli annali Tang dopo tali incursioni Songtsen si ritirò scusandosi con l'imperatore, ottenendo in seguito in moglie la nipote Wecheng, ma secondo la storiografia tibetana l'imperatore cinese concesse Wecheng in moglie sotto la minaccia delle armi.
Anche la conquista di Zhang Zhung viene citata da fonti tra loro contraddittorie, secondo alcune il regno fece atto di sottomissione a Songtsen nel 634, prima della campagna contro Tuyuhun, secondo altre dopo il matrimonio tra il re di Zhang Zhung e la sorella di Songtsen, questa si lamentò di essere trattata male nella nuova corte e tramò contro il marito, che fu ucciso in un agguato tesogli dai soldati di Songtsen, il quale riuscì in questo modo ad unificare il Tibet nel 645. Dall'unione del Tibet centrale, detto Bod, con lo Zhang Zhung prese vita il nuovo regno chiamato Bod rGyal-khab, il nucleo dell'impero tibetano
Successive campagne militari videro il Tibet espandersi ulteriormente a nord-est, con la conquista dei territori di altre tribù qiang e di quelli dei Minyak nel Dangxian, o Xia Occidentale, che sarebbero in seguito stati unificati verso la fine del X secolo nell'impero Tangut,
Secondo il Jiu Tangshu, il figlio del defunto re del Nepal, per sfuggire allo zio che gli aveva usurpato il trono, si rifugiò alla corte di Songtsen, che lo aiutò a divenire sovrano, e fu così che il Nepal si sottomise al Tibet divenendone un alleato, tanto che nel 647 truppe del re accorsero in aiuto di una missione tibetana che era stata attaccata in India.
Nel 648 un inviato dell'imperatore Tang, il diplomatico cinese Wang Xuance, andò in missione nel regno indiano settentrionale di Magadha, dove fu accolto brutalmente e costretto a fuggire in Tibet. Un'armata congiunta nepalese e tibetana vendicò l'affronto subito dall'alleato infliggendo una pesante sconfitta agli indiani.

### Morte e successione
Secondo gli annali tibetani Songtsen Gampo morì nel 649, e nel 650 l'imperatore Tang inviò una lettera di cordoglio. Fu tumulato nella valle di Chongye, attigua a quella dello Yarlung, nella necropoli chiamata la valle dei re tibetani situata vicino a quella che fu la vecchia capitale della dinastia Yarlung, Chingwa Taktse, prima che suo padre la trasferisse a Gyama.
Fu scelto di rispettare la tradizione regale di tumulare i sovrani nel suolo di origine della dinastia, tale tradizione si tramandava dalla sepoltura del XXIX re di Yarlung e sarebbe continuata anche con i successivi imperatori. Fra tutte le tombe dei monarchi presenti, quella di Songtsen Gampo è la più sontuosa, ed al suo fianco vi sono sia statue sacre che altre in oro simboleggianti le sue gesta di guerriero, oltre all'armatura che aveva indossato in battaglia.
Fonti storiche contraddittorie attribuiscono al suo primogenito Gungsrong Gungtsen l'ascesa al trono nel 641 quando abdicò, questi fu imperatore per soli 5 anni, poi morì e lo scettro fu ripreso da Songtsen Gampo. Gungsrong ebbe un figlio, Mangsong Mangtsen, che sarebbe a sua volta diventato imperatore alla morte del nonno, dopo un periodo di reggenza del ministro Mgar-srong-rtsan.